# Liste der Kulturdenkmäler in Grimburg
In der Liste der Kulturdenkmäler in Grimburg sind alle Kulturdenkmäler der rheinland-pfälzischen Ortsgemeinde Grimburg aufgeführt. Grundlage ist die Denkmalliste des Landes Rheinland-Pfalz (Stand:8. Februar 2023).

## Denkmalzonen
| Bezeichnung               | Lage                   | Baujahr                | Beschreibung | Bild                           |
| ------------------------- | ---------------------- | ---------------------- | --- | ------------------------------ |
| Denkmalzone Burg Grimburg | südlich des Ortes Lage | spätes 12. Jahrhundert | kurtrierische Höhenburg, spätes 12. Jahrhundert, Ende des 17. Jahrhunderts zerstört, Ruine, ab 1978 in Teilen modern überbaut; Ringmauer, Vorburg mit Kapelle und Hauptburg | weitere Bilder Fotos hochladen |

## Einzeldenkmäler
| Bezeichnung                           | Lage                                         | Baujahr | Beschreibung                                                                       | Bild                           |
| ------------------------------------- | -------------------------------------------- | ------- | ---------------------------------------------------------------------------------- | ------------------------------ |
| Katholische Filialkirche St. Medardus | Hauptstraße Lage                             | 1923/24 | historistischer Saalbau, Rundbogenstil, 1923/24, Architekt Kreisbaumeister Bechtel | weitere Bilder Fotos hochladen |
| Quereinhaus                           | Schulstraße 4 Lage                           | 1854    | Quereinhaus, bezeichnet 1854; ortsbildprägend                                      | Fotos hochladen                |
| Grendericher Kapelle                  | nordöstlich des Ortes Lage                   | um 1782 | Flurkapelle anstelle einer Wüstung, um 1782                                        | BW                             |
| Wegekapelle                           | südlich des Ortes am Weg zur Burg Lage       | 1930    | Wegekapelle; kleiner Putzbau, 1930, im Innern Ölberg                               | Fotos hochladen                |
| Wohnhaus                              | südwestlich des Ortes (Grimburgerhof 1) Lage | 1847    | eineinhalbgeschossiger klassizistischer Putzbau, bezeichnet 1847                   | Fotos hochladen                |
| Wohnhaus                              | südwestlich des Ortes (Grimburgerhof 2) Lage | 1848    | Wohnhaus, Putzbau, bezeichnet 1848                                                 | Fotos hochladen                |